# زمین‌لرزه ۱۹۷۴ هنزه
زمین‌لرزه هنزه  در تاریخ ۲۸ دسامبر ۱۹۷۴ میلادی، برابر با ‎۷ دی ۱۳۵۳، ساعت ۱۲:۱۱:۴۳ به زمان یوتی‌سی در پاکستان ، منطقه هنزه رخ داد. ژرفای این زلزله ۱۳ کیلومتر بود، و بزرگی آن ۶٫۲ در مقیاس Ms اعلام شده‌است. زمین‌لرزه به وقت محلی در روز شنبه، ساعت ۱۷ روی داده و منطقه زمانی آن یوتی‌سی +۵ بوده‌است .
سازمان زمین‌شناسی آمریکا نیز رومرکز این زمین‌لرزه را در مختصات ۳۵°۰۳′۱۴″شمالی ۷۲°۵۲′۱۲″شرقی / ۳۵٫۰۵۴°شمالی ۷۲٫۸۷°شرقی و ژرفای آنرا در ۲۲ کیلومتر گزارش کرده است. بزرگی برگزیدهٔ این سازمان از میان بزرگیهای محاسبه‌شدهٔ مختلف ۶٫۲ در مقیاس Ms بوده و از دید اثر، در میان چهار دسته‌بندی «نامحسوس»، «محسوس»، «زیان‌آور» یا «با تلفات»، زلزله را «با تلفات» اعلام کرده‌است.دو روستا در زمین‌لرزه خراب شده‌است.
شمار کشتگان زلزله حدود ۵۳۰۰ نفر بوده‌است.تعداد زخمیان ۱۷۰۰۰ نفر برآورده شده‌است.بی‌خانمان شدگان نیز ۵۲۰۰ نفر اعلام شده‌است.